# Oratoire Sant'Angelo degli Zoppi
San Angelo degli Zoppi est un oratoire catholique de Venise, en Italie.

## Description

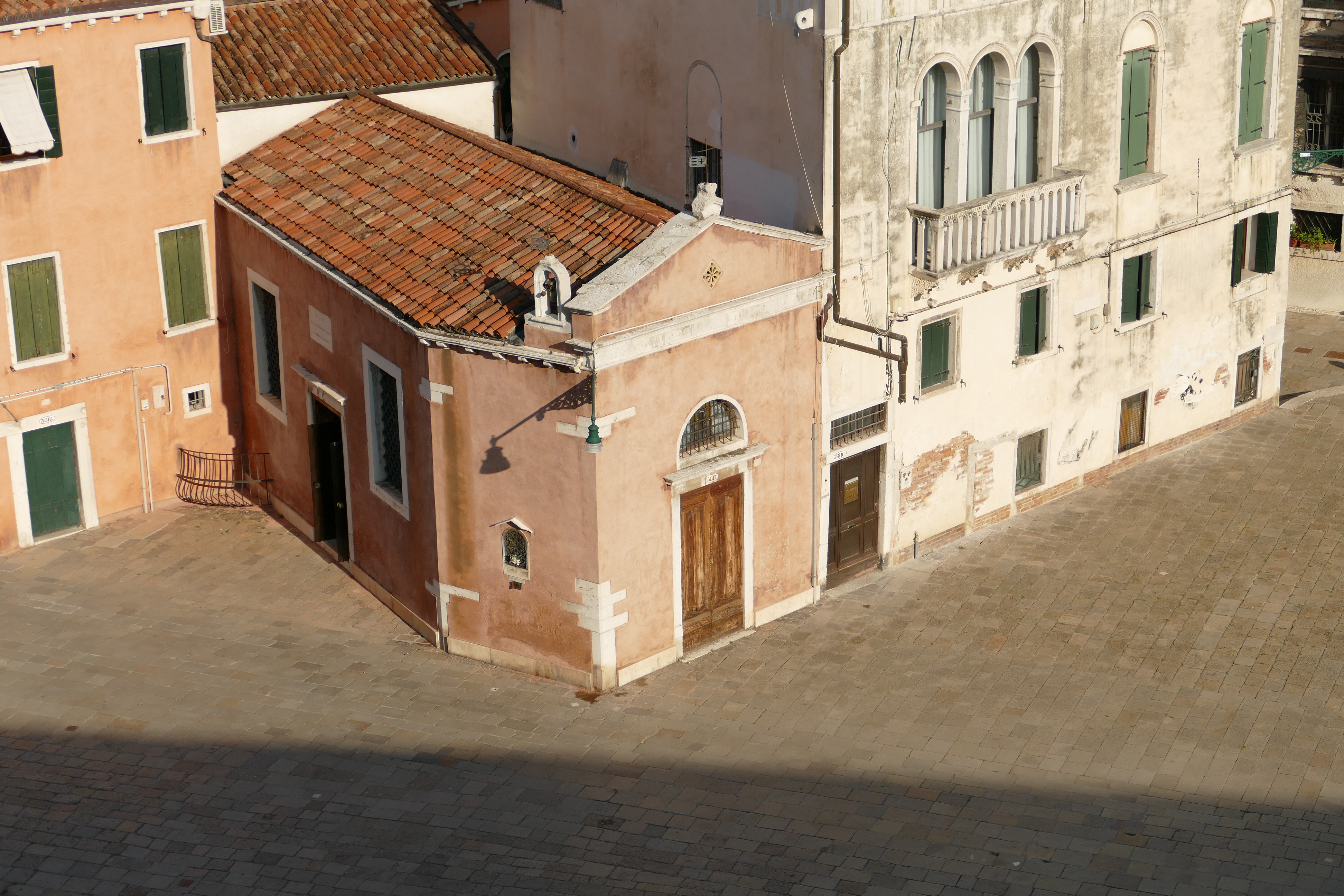
Oratoire Sant'Angelo degli Zoppi

Sant'Angelo degli Zoppi est situé dans le sestiere de San Marco sur le campo Sant'Angelo.
On trouve à l'intérieur quelques rangées de bancs, deux autels, des vitraux, et plusieurs tableaux dont une Annonciation d'Antonio Triva (1626-1699), Cieco nato de Sante Peranda (1566-1638), une Natività di Maria de Giuseppe Cesari, dit le Cavalier d'Arpin (1568-1640), une Via Crucis de Vincenzo Cherubini (1911-1998) ainsi qu'un crucifix en bois polychrome (1500).

## Historique
Fondé en 920 par la Famille Morosini sous le nom d'oratoire de San Gabriele Arcangelo, il a été connu localement sous différents noms tels que Oratorio della Beata Vergine e di San Michele, mais aussi Oratorio dell'Annuciata o degli Zoppi (à la fin de 1392 se trouvait ici la Scuola degli Zoppi - les boiteux).